# Aanslagen in Parijs in november 2015
De aanslagen in Parijs van november 2015 omvatten een zestal terroristische aanslagen in de avond en nacht van vrijdag 13 november 2015. Vijf aanslagen vonden plaats in het 10e en 11e arrondissement van de Franse hoofdstad, een zesde aanslag werd gepleegd in de voorstad Saint-Denis. In Frankrijk werden de noodtoestand en drie dagen van nationale rouw afgekondigd.
Bij de aanslagen vielen 129 doden en meer dan 350 gewonden van wie er daags na de aanslagen nog veel in kritieke toestand verkeerden. Eén zwaargewond slachtoffer overleed een week later, en in 2019 werd een zelfmoord (in 2017) eveneens toegeschreven aan de aanslagen, waardoor het totaal aantal dodelijke slachtoffers op 131 kwam te staan. Er waren in totaal acht aanslagplegers: zes kwamen om door eigen toedoen (bommengordels), een zevende door een politiekogel (Bataclan) en een achtste vluchtte (Salah Abdeslam). De aanslagen werden opgeëist door de terreurbeweging Islamitische Staat.

## Locaties
| Chronologie van de aanslagen | Chronologie van de aanslagen |
| --- | ---------------------------- |
| 13 november 2015: - 21:20 – Eerste zelfmoordaanslag bij het Stade de France. - 21:25 – Aanslag op de rue Bichat. - 21:30 – Tweede zelfmoordaanslag bij het Stade de France. - 21:32 – Aanslag op de rue de la Fontaine-au-Roi. - 21:36 – Aanslag op de rue de Charonne. - 21:40 – Zelfmoordaanslag op de boulevard Voltaire. - 21:40 – Drie mannen dringen de Bataclan binnen en beginnen in het wilde weg te schieten. - 21:53 – Derde zelfmoordaanslag bij het Stade de France. - 22:00 – Gijzeling in de Bataclan. 14 november 2015: - 00:20 – De politie beëindigt de gijzeling in de Bataclan. |                              |

De aanslagen vonden op volgende locaties en tijdstippen plaats:

### Saint-Denis, nabij hetStade de France
21.20, 21.30 en 21.53 uur (48° 55′ 29″ NB, 2° 21′ 36″ OL)
Tijdens de vriendschappelijke voetbalwedstrijd tussen het Duitse en het Franse nationale voetbalelftal bliezen drie zelfmoordterroristen zichzelf op.
De eerste terrorist had een entreebewijs voor de wedstrijd. Toen zijn bomgordel door een steward werd ontdekt, liep hij weg en blies hij zichzelf op. Daarbij werd een omstander gedood. De tweede volgde tien minuten later, eveneens buiten het stadion. De derde blies zich op bij een McDonald's-restaurant in de buurt.
De eerste, felle explosie klonk in de 17de minuut van de wedstrijd. De Franse president Hollande, die ook bij de wedstrijd aanwezig was, werd geëvacueerd, maar de wedstrijd ging door. Later tijdens de eerste helft en in de rust klonken er nog twee explosies. Na de wedstrijd moesten bezoekers in het stadion blijven. Na het laatste fluitsignaal stormden bezoekers het veld op en bleven daar geruime tijd staan. Het Duitse nationale elftal heeft uit veiligheidsoverwegingen de nacht in het stadion doorgebracht.

### Rue Alibert / rue Bichat, Le Carillon en Le Petit Cambodge
21.25 uur (48° 52′ 18″ NB, 2° 22′ 5″ OL)
Minstens 15 mensen verloren het leven toen een man het vuur opende op bezoekers van de bar Le Carillon en het Cambodjaanse restaurant Le Petit Cambodge, aan de rue Alibert 18 en 20 op de hoek van de rue Bichat.

### Rue de la Fontaine-au-Roi / rue Faubourg Du Temple, Café Bonne Bière
21.32 uur (48° 52′ 8″ NB, 2° 22′ 5″ OL)
In het Café Bonne Bière bracht een schutter 5 mensen om het leven. Het café is gevestigd aan de rue Faubourg Du Temple 32 op de hoek met de rue de la Fontaine-au-Roi.

### Boulevard Voltaire 253, Comptoir Voltaire
21.34 uur (48° 51′ 1″ NB, 2° 23′ 35″ OL)
Aan de boulevard Voltaire 253 blies een man met een bomgordel zichzelf op in het restaurant Comptoir Voltaire. Hierbij raakten verschillende mensen gewond en kwam alleen de dader om.

### Rue de Charonne, La Belle Équipe
21.36 uur (48° 51′ 14″ NB, 2° 22′ 55″ OL)
Aan de rue de Charonne 92 schoot een man met een automatisch geweer op terrasgasten van café-restaurant La Belle Équipe. Bij deze aanslag kwamen 19 mensen om het leven. Volgens informatie van het dagblad Le Monde bevond zich onder de doden een politieagent.

### Boulevard Voltaire 50, concertzaal Bataclan
Vanaf 21.49 uur (48° 51′ 47″ NB, 2° 22′ 15″ OL)
Tijdens de aanslag in de Bataclan kwamen 89 mensen om het leven. Drie terroristen, onder wie de Fransman Omar Ismail Mostefai, drongen tijdens een optreden van de Amerikaanse band Eagles of Death Metal de concertzaal binnen. Met automatische vuurwapens werd vanaf het balkon geschoten op de bezoekers. Verschillende malen herlaadden ze hun wapens en ondertussen riepen ze Allahoe akbar.

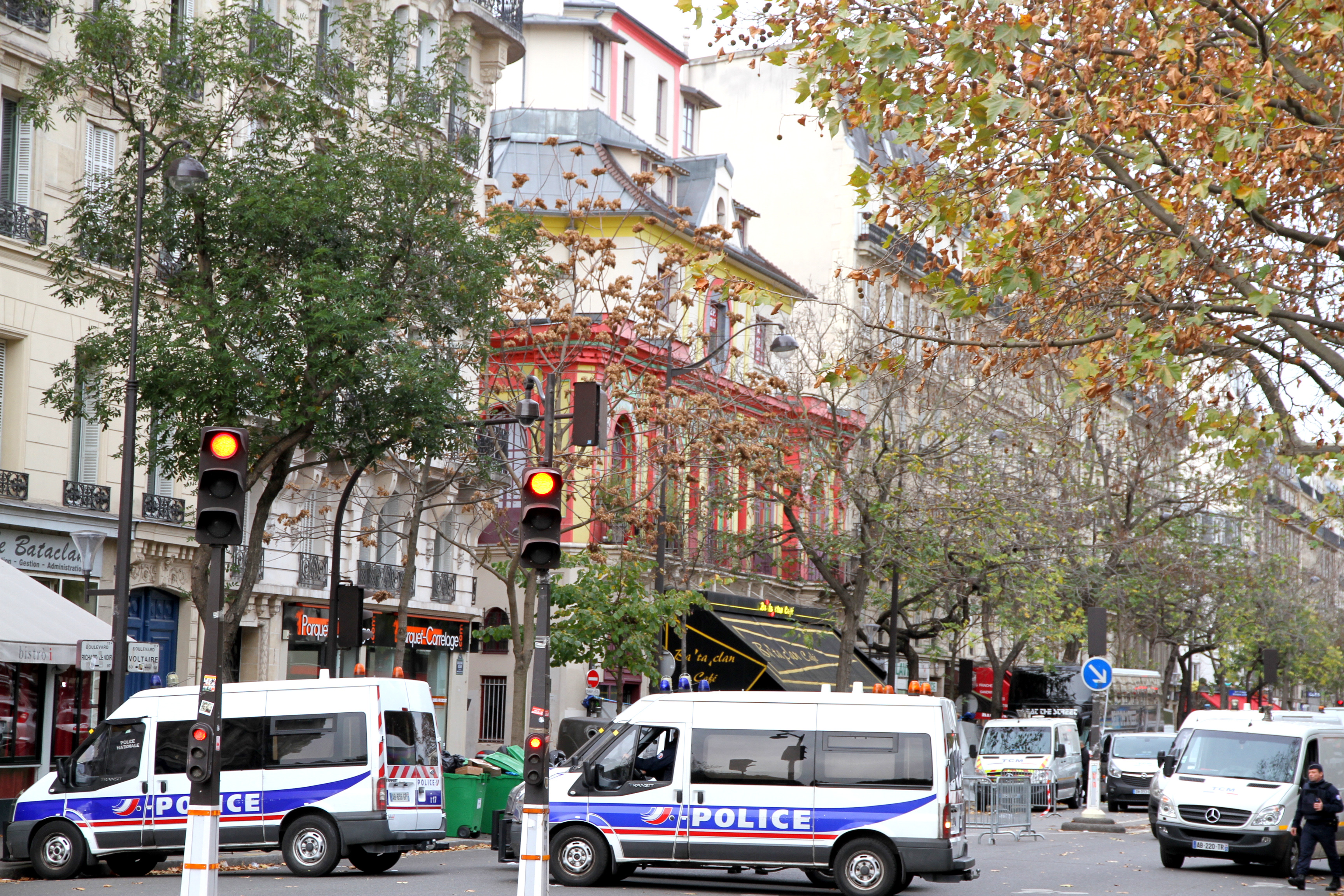
Politie-inzet bij de Bataclan

De schietpartij duurde ongeveer tien tot twintig minuten, sommige ooggetuigen verklaarden dat er ook met handgranaten is gegooid. Gewonden kropen over dode lichamen op de grond om naar buiten te vluchten. Degenen die niet weg konden komen werden een voor een neergeschoten. Toen het schieten ophield had er zich buiten het pand een grote politiemacht verzameld. Twee terroristen hielden zich met een twintigtal gijzelaars verschanst op de eerste verdieping. Na het schieten duurde het ongeveer twee uur voordat de politie het pand binnenviel. Alle drie daders kwamen vervolgens om: één werd doodgeschoten, de andere twee bliezen zich op.
Om 0.20 uur kreeg de politie het bevel om het pand binnen te vallen en enkele tientallen minuten later werd de gijzeling beëindigd. Hierna konden de doden en gewonden door de hulpdiensten worden afgevoerd. Rond halftwee 's nachts bezochten president Hollande en premier Valls het theater. Bij de aanslag kwamen in totaal 89 mensen om het leven, onder wie de 3 schutters.

## Daders
De aanslagen zijn opgeëist door terreurbeweging Islamitische Staat. Tijdens de aanslag op de Bataclan spraken terroristen met slachtoffers en noemden ze ook het motief: 'Het is allemaal de schuld van jullie president, François Hollande. Hij had niet moeten ingrijpen in Syrië.' Ook spraken ze over Irak. Twee van hen waren woonachtig in België en zijn er ook geboren.
In een communiqué dat zowel in het Arabisch als Frans werd uitgebracht, komt de strijdtaal tegen Hollande ook naar voren. Een fragment hieruit luidt (vertaald):

Acht broeders die bomgordels en aanvalsgeweren droegen, hebben van tevoren nauwkeurig uitgekozen doelwitten aangevallen in het hart van de Franse hoofdstad, het Stade de France tijdens de wedstrijd tussen twee kruisvaarderslanden, Frankrijk en Duitsland, die werd bijgewoond door de dwaas van Frankrijk, François Hollande, de Bataclan, waar honderden afgodendienaars bijeen waren op een feest van perversie...
— Communiqué sur l’attaque bénie de Paris contre la France croisée

Er waren acht aanslagplegers: zes kwamen om door eigen toedoen, een zevende door een politiekogel en een achtste vluchtte. Nadat er een verlaten Seat met Belgisch kenteken in Montreuil werd teruggevonden, werd er al vrij snel van uitgegaan dat minstens één dader had weten te ontsnappen. In het voertuig werd zwaar wapentuig aangetroffen, daarnaast lag er een parkeerbonnetje uit het Brusselse Molenbeek. Deze vondst leidde de volgende dag tot een grootscheepse politieactie in België. De politie verrichtte in de eerste dagen na de aanslagen zeven aanhoudingen in België. Van deze zeven personen, werden er in de dagen erna vijf weer vrijgelaten.
Ook in Duitsland werden enkele dagen later enkele personen aangehouden op verdenking van betrokkenheid bij de aanslagen.
De reeds geïdentificeerde daders zijn:

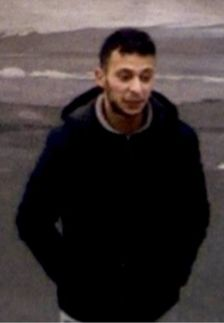
Salah Abdeslam kort na de aanslagen

- Ismaël Omar Mostefaï (29), Bataclan, omgekomen[4]
- Samy Amimour (28), Bataclan, omgekomen
- Foued Mohamed-Aggad (23), Bataclan, omgekomen[26]
- Bilal Hadfi (20), Stade de France, omgekomen[27]
- Ahmed al Mohammad (25?) (valse naam), Stade de France, omgekomen
- Salah Abdeslam (26), gearresteerd in Molenbeek op 18 maart 2016[28][29]
- Brahim Abdeslam (31), Boulevard Voltaire, omgekomen[30]
- Abbdulakbak B., omgekomen[31]
- Chakib Akrouh (25), Boulevard Voltaire, gevlucht, later omgekomen[32]

Een Belgisch-Marokkaanse terrorist, de 28-jarige Abdelhamid Abaaoud uit de Brusselse deelgemeente Sint-Jans-Molenbeek, werd ervan verdacht het brein te zijn achter de aanslagen en deed mee aan de schietacties op de terrassen. Volgens Le Monde zou hij ook gelinkt zijn aan de mislukte aanslag in een Thalys bij Arras en op een kerk nabij Parijs eerder in 2015, en aan de aanslag op het Brusselse Joods Museum in 2014. Abaaoud werd enkele dagen na de aanslagen in Parijs gedood bij een politie-inval in een appartementencomplex in Saint-Denis. Bij die inval werd ook Chakib Akrouh gedood.

## Nationaliteit slachtoffers
| Nationaliteit       | Doden |
| ------------------- | ----- |
| Frankrijk           | 102   |
| België              | 3     |
| Portugal            | 3     |
| Chili               | 3     |
| Mexico              | 2     |
| Roemenië            | 2     |
| Algerije            | 2     |
| Verenigde Staten    | 2     |
| Duitsland           | 2     |
| Tunesië             | 2     |
| Italië              | 1     |
| Spanje              | 1     |
| Marokko             | 1     |
| Venezuela           | 1     |
| Zweden              | 1     |
| Senegal             | 1     |
| Verenigd Koninkrijk | 1     |

## Weerslag in Frankrijk in de eerste dagen
De Franse president kondigde 's nachts de noodtoestand af voor het hele land. De dag erna waren hierdoor scholen en universiteiten dicht. Ook andere gelegenheden en evenementen bleven dicht of werden afgelast, zoals Disneyland Paris, de Eiffeltoren, markten, sportwedstrijden en muziekoptredens. Aan de buitengrenzen van Frankrijk, stations, vliegvelden en andere openbare ruimtes vonden strenge controles plaats. Dit leidde tot grote wachtrijen op vliegvelden en wegen.
De Franse Nationale Veiligheidsraad kwam op zaterdagochtend 14 november 2015 bijeen onder leiding van president Hollande. De president kondigde drie dagen van nationale rouw af. Ook verkondigde Hollande daar dat IS een 'oorlogsdaad' in en tegen Frankrijk had gepleegd.

## Nasleep

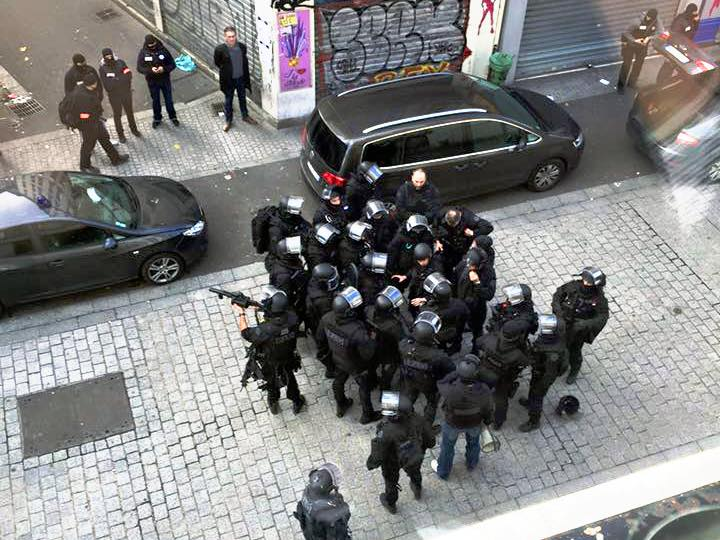
Politieactie in Saint-Denis op 18 november 2015 in de Rue du Corbillon

Als vergelding voor de aanslagen werd het aantal aanvallen van de Franse Luchtmacht op Syrisch en Iraaks grondgebied opgeschroefd. Binnen twee dagen na de aanslagen werden er meerdere IS-doelen aangevallen in en rondom Raqqa. Daarnaast riep president Hollande op om de alliantie tegen IS uit te breiden in samenwerking met Rusland en de Verenigde Staten.
Direct na de aanslagen werden er door heel Frankrijk huiszoekingen gedaan, bij 168 invallen waaronder in Rijsel, Roubaix, Toulouse en Straatsburg werden er in totaal 23 mensen gearresteerd. Vanwege de mogelijke aanwezigheid van de gezochte Salah Abdeslam in de Brusselse voorstad Molenbeek werden ook door de Belgische autoriteiten meerdere huiszoekingen gedaan, daarbij werd niemand aangehouden. Er werd een internationaal opsporingsbericht uitgevaardigd voor Salah Abdeslam. In het hele Brussels Gewest werd het dreigingsniveau enige tijd opgeschaald naar 4, wat zeer ernstig betekent.
President Hollande riep alle lidstaten van de Europese Unie op om hulp te bieden aan Frankrijk. Hij beriep zich op artikel 42, lid 7 van het EU-verdrag, waarin staat dat als een lidstaat op zijn eigen grondgebied wordt aangevallen, de overige landen de plicht hebben om 'met alle middelen waarover zij beschikken hulp en bijstand te verlenen'. Dit was de eerste keer in de geschiedenis van de Europese Unie dat een lidstaat zich beriep op het artikel. Op 17 november stemden alle 28 EU-lidstaten unaniem in met de hulpvraag. De lidstaten mochten zelf bepalen hoe zij invulling gaven aan de hulp.
In de vroege ochtend van 18 november werd er vanwege de mogelijke aanwezigheid van een terroristencel die plannen had om op die dag een aanslag te plegen op het Parijse zakendistrict La Defense, een grote politieactie op touw gezet in Saint-Denis, een Parijse voorstad waar ook het Stade de France is gelegen. Hierbij zou het ook gaan om de mogelijke aanwezigheid van de gezochte terrorist Abdelhamid Abaaoud. De actie ging gepaard met een heftige schotenwisseling en explosies. Bij de politieactie zijn volgens de Franse politie drie doden gevallen. In totaal zijn er zeven arrestaties gedaan. De Franse justitie maakte op 19 november bekend dat een van de doden de gezochte terrorist Abdelhamid Abaaoud was.

## Reacties wereldwijd
In verschillende landen werden markante bouwwerken verlicht in de kleuren van de Franse vlag. Ook op sociale media bleven de reacties niet uit: YouTube veranderde tijdelijk zijn logo en op Facebook kon men de drie kleuren van de Franse vlag door een profielfoto mengen.
Op 16 november 2015 werd er om 12:00 uur in de gehele Europese Unie een minuut stilte in acht genomen voor de slachtoffers en nabestaanden.
Diverse moslimorganisaties veroordeelden de aanslagen, zoals de Franse Raad voor de Moslimcultuur (CFCM) en in Nederland het Contactorgaan Moslims en Overheid (CMO) en de Raad van Marokkaanse Moskeeën Nederland (RMMN).

## Documentaire
In juni 2018 verscheen de driedelige documentaire November 13 - Attack on Paris op Netflix over de aanslagen van 13 november 2015.

## Strafzaak
Op 8 september 2021 startte het proces tegen twintig verdachten van betrokkenheid bij de aanslagen, onder wie Salah Abdeslam.

## Afbeeldingen

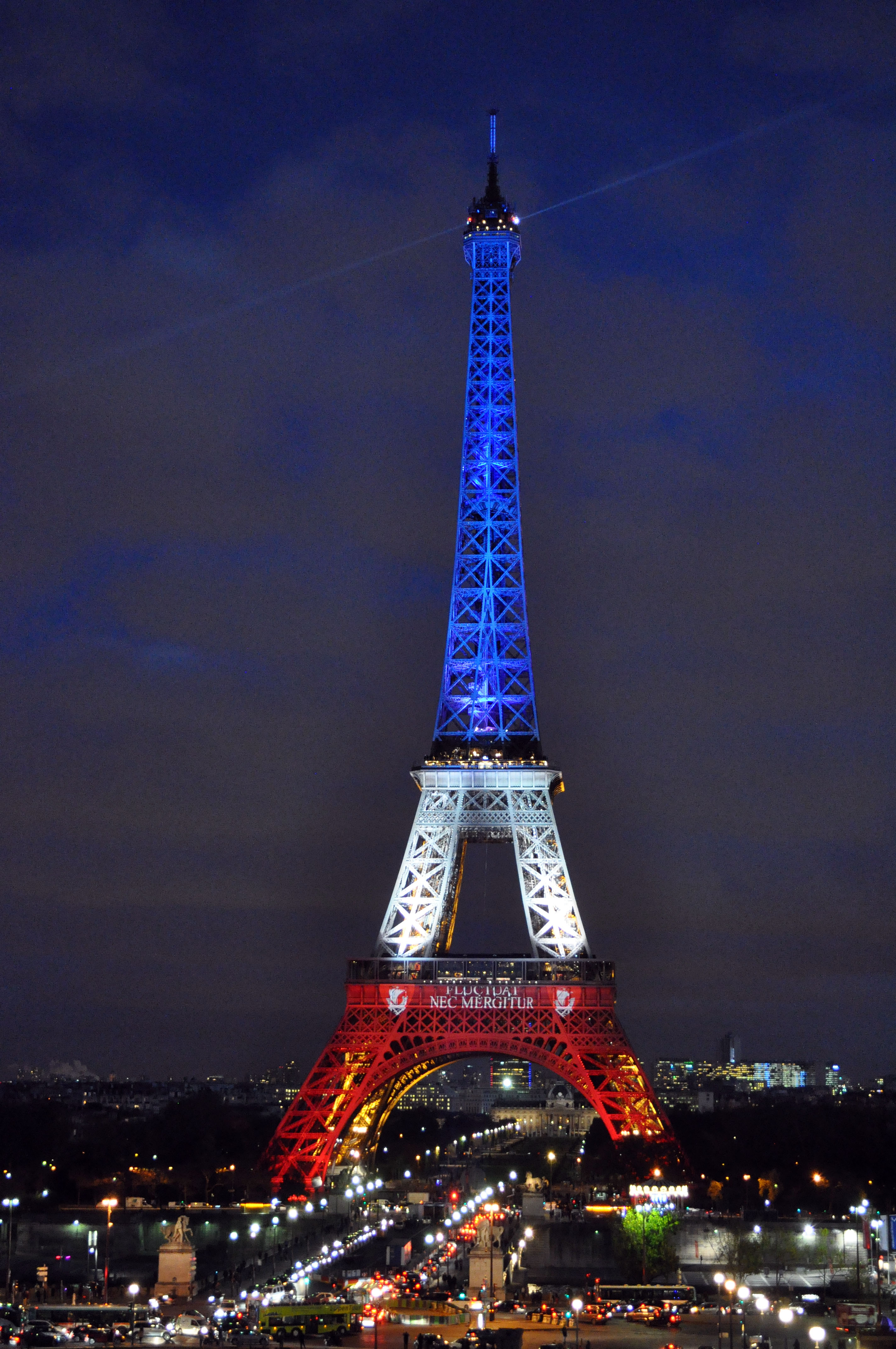
Eiffeltoren, Parijs
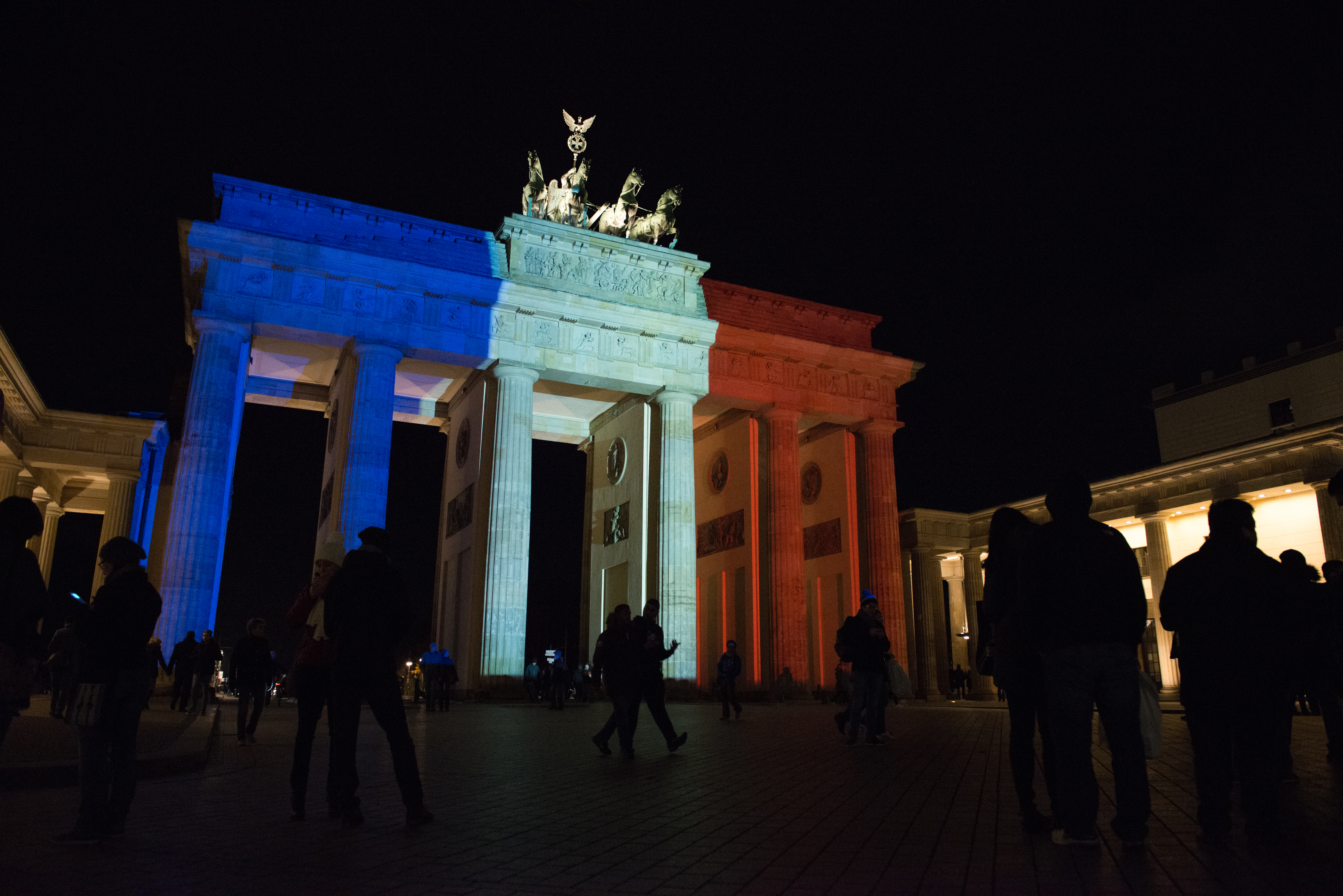
Brandenburger Tor, Berlijn
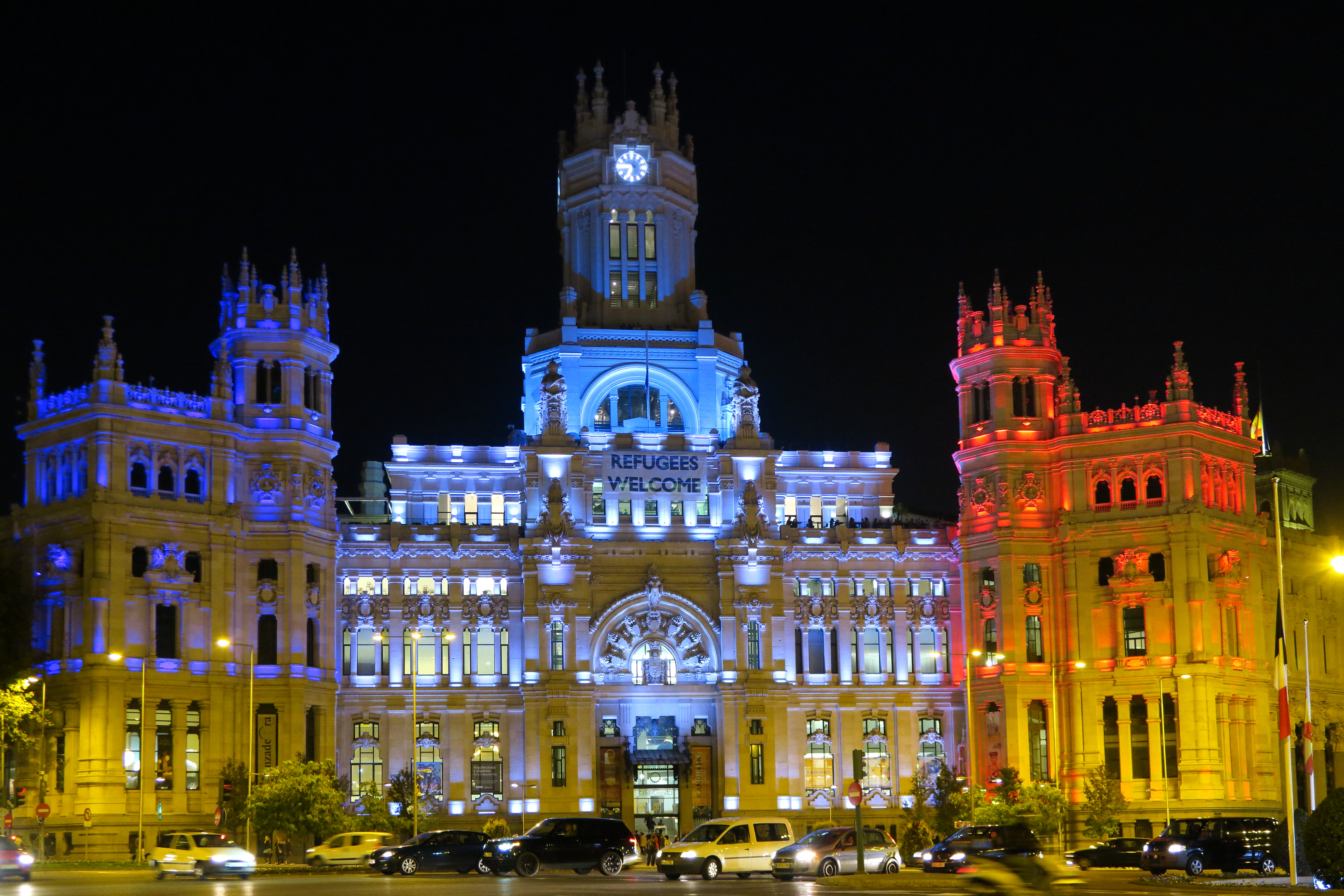
Palacio de Comunicaciones, Madrid
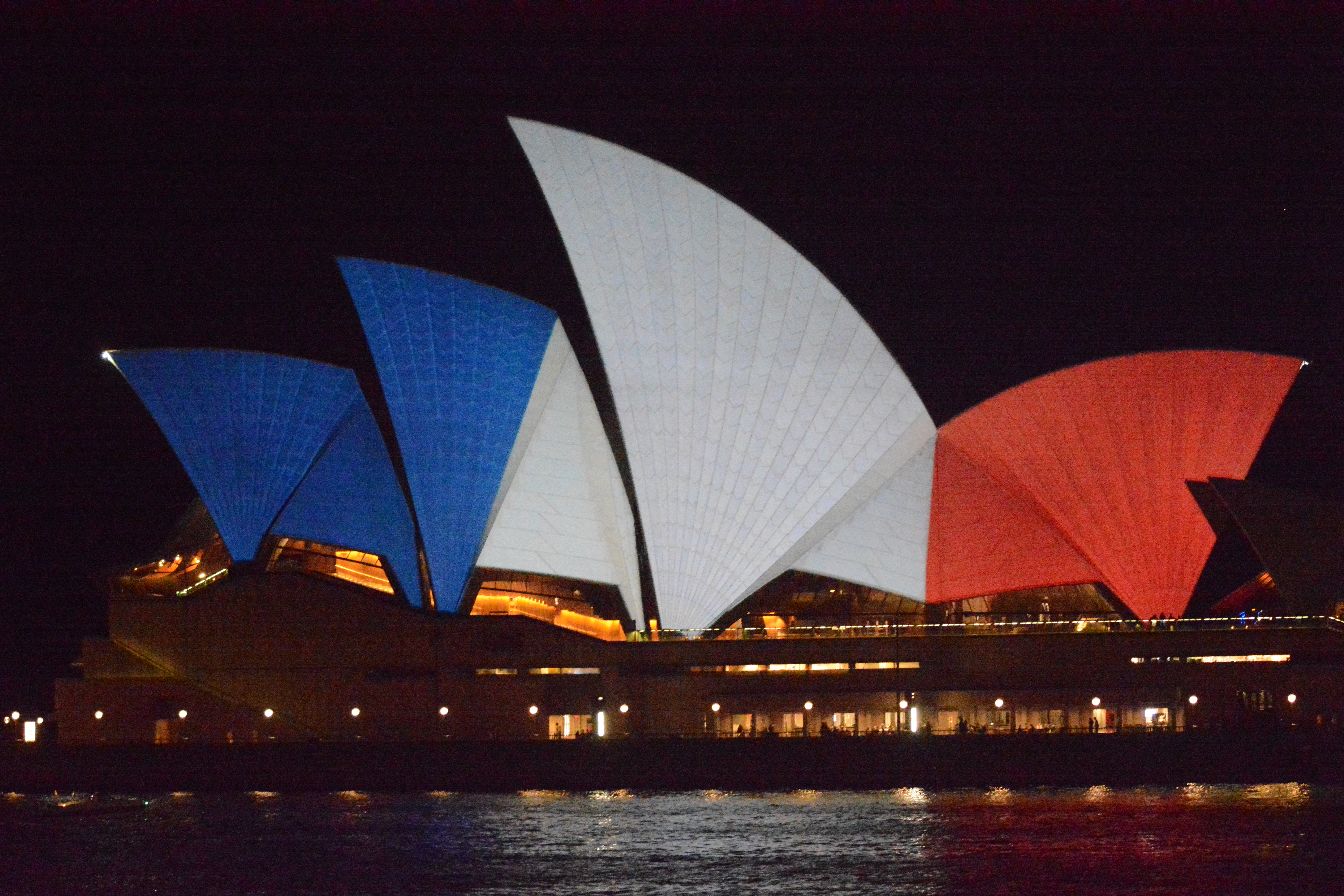
Sydney Opera House, Sydney
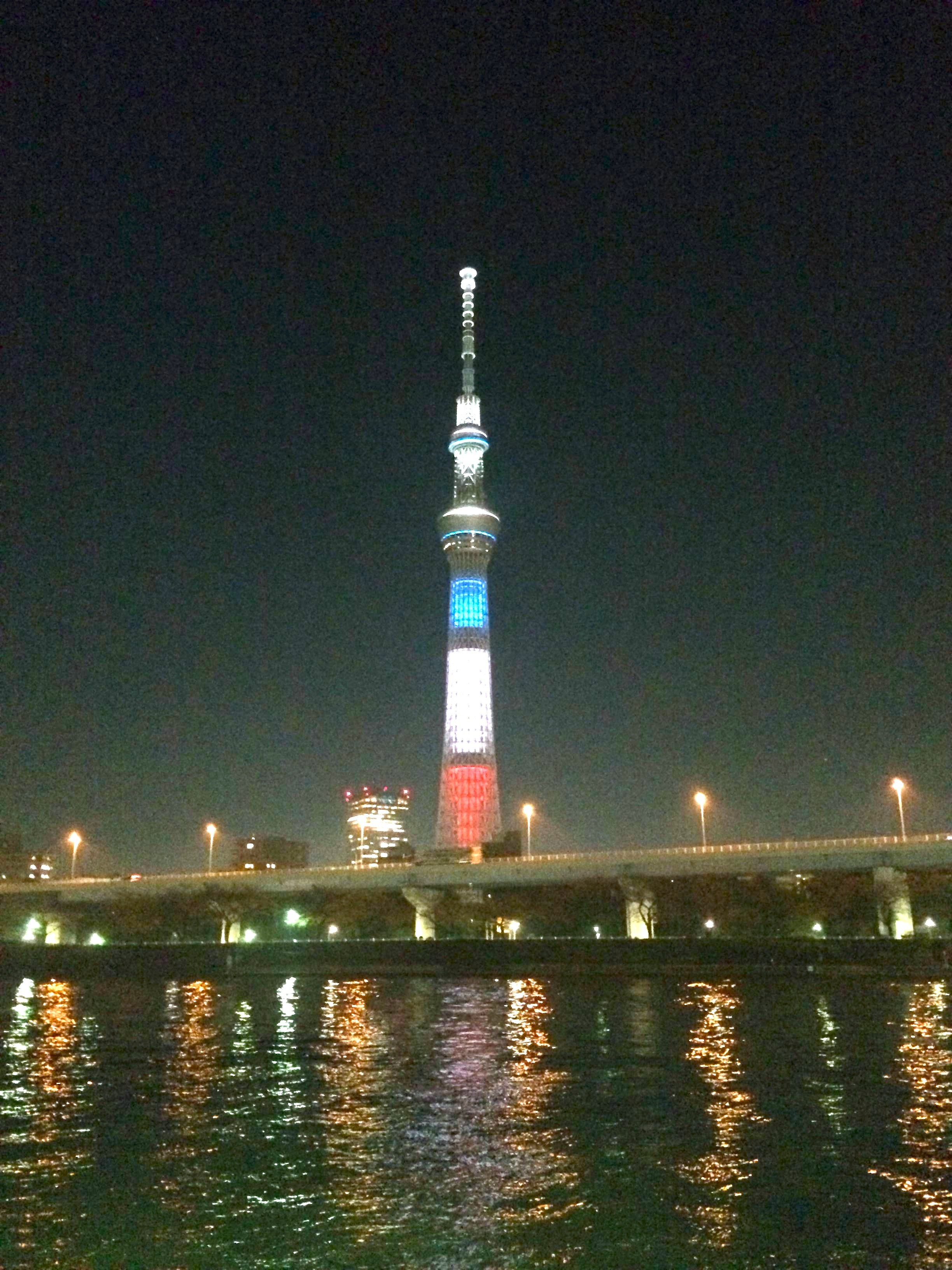
Tokyo Skytree, Tokio
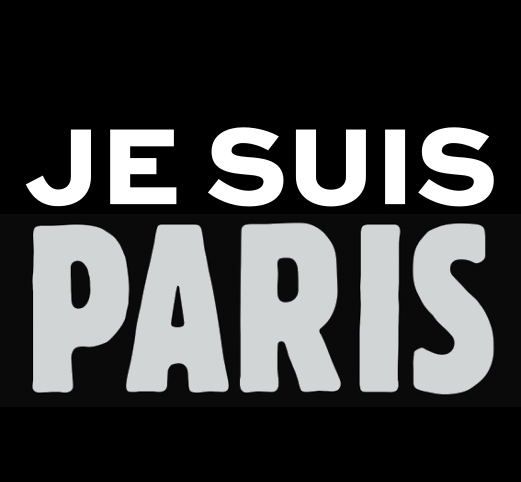
Slogan en tekening, analoog aan de aanslag op Charlie Hebdo (7 januari 2015)